# Victoria-Rekordmaschine
Die Victoria-Rekordmaschine (1951) war ein Rennmotorrad der Victoria-Werke in Nürnberg, das nur zum Erreichen eines Geschwindigkeitsrekords gebaut wurde.

## Entwicklung und Technik
1948, nach dem Zweiten Weltkrieg, wurde die Produktion des FM-38-Motors von Victoria als einer der ersten Hilfsmotoren aufgenommen. Dieser von Albert Roder neu entwickelte Hilfsmotor mit einer Leistung von 0,8 PS (588 W) bei 3500/min hatte eine Bohrung von 35 mm und einen Hub von 40 mm. Der Hubraum wurde so gewählt, dass er eine durch die Alliierten mögliche Hubraumbeschränkung neu zu produzierender Motoren – gedacht war zunächst an 40 cm³ Hubraum als Obergrenze – nicht überschritt. Der Hilfsmotor, der als Anbaumotor an ein Fahrrad konzipiert war, wurde sehr erfolgreich bei den Moped-Modellen Vicky verwendet.
Um den Absatz des Zweigang-Anbaumotors zu erhöhen, baute Victoria einen Rennmotor für Rekordversuche. Als Fahrer war Georg Dotterweich vorgesehen, der maßgeblich am Tuning des Rekordmotors beteiligt war: Überströmkanäle, Kolben, Vergaser und Verdichtung wurden so verändert, dass der Motor mehr als doppelt so viel leistete wie in der Serie.

## Rekordfahrt
Am 12. April 1951 fuhr Dotterweich auf der Autobahn München–Ingolstadt mit dem verkleideten Fahrrad mit Hilfsmotor 74 km/h, in der Gegenrichtung 84 km/h, wobei mit dem Mittelwert von 79 km/h ein Weltrekord in der Klasse bis 50 cm³ Hubraum erzielt wurde. Dotterweich probierte vor den Rekordversuchen verschiedene Kleidungen und Positionen – sein Lederanzug war zu schwer, sitzend schied von vornherein aus; letztlich fuhr er lang liegend in einem Igelit-Anzug den Rekord. Das Rekordmotorrad steht heute im Deutschen Zweiradmuseum in Neckarsulm.